# 스페셜리스트 (드라마)
《스페셜리스트》(일본어: スペシャリスト)는 TV 아사히 계열의 2시간 드라마 〈토요 와이드 극장〉 (매주 토요일 21:00 ~ 23:06, 특별 기획)으로 2013년부터 방송된 형사 드라마 시리즈이다. 주연은 쿠사나기 츠요시.
2016년 1월 14일부터 〈목요드라마〉 시간대에서 연속 드라마화가 결정되어, 무대도 교토에서 도쿄·경시청으로 이동한다.

## 개요
억울한 죄에 의해 10년간 복역한 경험이 있는 형사가 형무소에서 얻은 범죄의 지식을 토대로 다양한 사건을 해결해가는 내용의 이색 서스펜스 드라마이다. 쿠사나기는 이 작품으로 첫 형사 역을 연기하는 것이 된다.

## 이야기의 무대
교토 부경 형사부 수사 1과 특별 수사계 (토요 와이드 극장 〈특별 기획〉)

경시청·종합 사범 대응계 (가칭) (연속 드라마)

## 등장인물

### 경시청·종합 사범 대응계 (가칭)
타쿠마 요시토 - 쿠사나기 츠요시

아네코지 치나미 - 미나미 카호

마츠바라 유이코 - 아시나 세이

아즈마 마리아 - 나츠나 (연속 드라마)

호리카와 코헤이 - 히라오카 유타

### 경시청
노가타 노조무 - 와다 마사토 (연속 드라마)

### 경찰청
타키도 히로키 - 후키코시 미츠루 (제4작·연속 드라마)

### 교토 부 경찰
이노쿠마 사치오 - 사토이 켄타 (제1 ~ 4작)
교토 부경 형사부 수사 1과 특별 수사계 계장. 전 감식과 주임.
타카쿠라 키이치로 - 오오스기 렌 (제1 ~ 4작·연속 드라마 제1화)
교토 부경 본부장.

### 사건 관계자
오오미야 토시로 - 토쿠이 유
신문 기자.

## 방송 일자

### 토요 와이드 극장
| 각 화 | 방송일          | 부제 | 각본            | 감독        | 시청률 |
| ----- | --------------- | --- | --------------- | ----------- | ------ |
| 1     | 2013년 5월 18일 | 억울한 죄로 10년 복역한 형사와 순직 경관의 아내… 이색 태그가 교토를 뒤흔드는 4개의 살인 연쇄에 도전한다!                                                             | 토다야마 마사시 | 시치타카 고 | 19.4%  |
| 2     | 2014년 3월 8일  | 모든 범죄를 아는 형사vs.완전 범죄를 다루는 남자! 교토의 거리에 나타난 수수께끼의 암호…여성 의원을 노리는 살인 계획의 덫                                              | 토다야마 마사시 | 시치타카 고 | 16.1%  |
| 3     | 2015년 2월 28일 | 억울한 죄로 10년 복역한 형사! 7개의 피규어가 잇는 연쇄 살인 억울한 죄의 수수께끼가 풀리는 충격의 결말이란!?                                                          | 토다야마 마사시 | 시치타카 고 | 14.8%  |
| 4     | 12월 12일       | 10년 복역한 형사가 도전하는 최후의 사건! 일반 시민이 참가하는 극장형 범죄 쇼!? 인형 탈 유괴가 이끄는 연쇄 살인!! 최후에 기다리는 것은 소중한 사람의 죽음…충격의 결말 | 토다야마 마사시 | 시치타카 고 | 12.1%  |

### 연속 드라마
| 각 화                                                       | 방송일          | 부제                                                                   | 각본            | 감독              | 시청률 |
| ----------------------------------------------------------- | --------------- | ---------------------------------------------------------------------- | --------------- | ----------------- | ------ |
| 제1화                                                       | 2016년 1월 14일 | 10년간 형무소에 있던 형사! 트릭뿐인 밀실 살인!! 미인 아내의 공백 300일 | 토다야마 마사시 | 시치타카 고       | 17.1%  |
| 제2화                                                       | 1월 21일        | 10년 복역한 형사! 이로하 카루타 살인사건 월야에 노려진 여자!!          | 토다야마 마사시 | 시치타카 고       | 12.5%  |
| 제3화                                                       | 1월 28일        | 시효 직전! 살인죄를 소멸시키는 트릭!? 악녀의 복수!!                    | 토다야마 마사시 | 시치타카 고       | 14.1%  |
| 제4화                                                       | 2월 4일         | 여형사·아네가코지의 죄 5년의 거짓말!? 교토~도쿄 두 살인의 점과 선      | 토다야마 마사시 | 오이카와 타쿠로   | 11.8%  |
| 제5화                                                       | 2월 11일        | 살인 상영회! 죽은 여배우로부터 수수께끼의 초대장…용의자는 관객 전원!?  | 토쿠나가 유이치 | 오이카와 타쿠로   | 12.1%  |
| 제6화                                                       | 2월 18일        | 복수의 피아니스트! 모자를 갈라 놓는 원격 살인 트릭!!                   | 토쿠나가 유이치 | 호소카와 미츠노부 | 12.2%  |
| 제7화                                                       | 2월 25일        | 병원이 거대 밀실로!? 치사율 100% 바이러스 너스의 완전범죄!!            | 토다야마 마사시 | 호소카와 미츠노부 | 11.5%  |
| 제8화                                                       | 3월 3일         | 최종장! 살인 토너먼트의 표적은 타쿠마!? 아내와의 영원한 이별…          | 토다야마 마사시 | 오이카와 타쿠로   | 10.9%  |
| 제9화                                                       | 3월 10일        | 모든 수수께끼가 분명히! 원죄에 빠뜨린 남자와 드디어 대결!!             | 토다야마 마사시 | 시치타카 고       | 11.3%  |
| 최종화                                                      | 3월 17일        | 안녕 타쿠마! 목격자는 1000명!! 목숨 건 역전 트릭                       | 토다야마 마사시 | 시치타카 고       | 12.0%  |
| 평균 시청률 12.6% (시청률은 칸토 지구·비디오 리서치사 조사) |                 |                                                                        |                 |                   |        |

- 첫회 15분 확대 (21:00 ~ 22:09).